# 第32屆傳藝金曲獎
第32屆傳藝金曲獎由國立傳統藝術中心主辦，於2021年10月9日在臺灣戲曲中心頒發。
本屆出版類以台北室內合唱團專輯「《䪩》──無設限的詩歌紀行」入圍六項，並獲得最佳專輯製作人獎、最佳錄音獎、最佳演唱獎及最佳作曲獎四項為最多。戲曲表演類則有三部劇作在六個獎項皆取得入圍，分別為春美歌劇團與金枝演社共同製作演出的《雨中戲臺》、唐美雲歌仔戲團的《光華之君》、薪傳歌仔戲劇團的《昭君．丹青怨》。最終由唐美雲歌仔戲團《光華之君》奪下最佳團體演出、最佳導演及最佳編劇三項獎座，成為戲曲表演類最大贏家。

## 系列活動
- 2021年3月1日起開放報名至4月30日止，特別獎推薦至5月31日止[5]。
- 8月3日公布入圍名單及特別獎得主[6]。
- 10月9日於臺灣戲曲中心舉行頒獎典禮[2]。

## 報名資格與統計
本屆出版類獎項開放數位發行參加，包含黑膠唱片、母帶級USB等載體均可報名，鼓勵音樂多元模式出版。戲曲表演類增設最佳導演獎，以鼓勵年度專場演出傑出導演。因受COVID-19疫情影響，造成許多演出及音樂出版計畫推遲，本屆報名收件期間延長兩個月，凡於2020年1月1日到2021年2月28日期間首次發行的傳統暨藝術音樂專輯以及正式公開展演的戲曲作品均可參賽。
本屆評審團總召集人為金希文、戲曲表演類召集人由林茂賢擔任。出版類共有702件報名，選出60個入圍名額。台北室內合唱團專輯「《䪩》──無設限的詩歌紀行」獲得最佳藝術音樂專輯獎在內的六項提名為最多。春美歌劇團與金枝演社共同製作演出的《雨中戲臺》、唐美雲歌仔戲團的《光華之君》、薪傳歌仔戲劇團的《昭君．丹青怨》，皆在戲曲表演類六獎項全數入圍。

## 入圍暨得獎名單
| 以表示得獎者 |

### 出版類個人獎

#### 最佳錄音獎
尤子澤《決戰生死》因故提出放棄入圍資格，經評審委員會同意取消入圍資格。

## 頒獎典禮
本屆頒獎典禮於10月9日晚間7點在臺灣戲曲中心大表演廳舉行，由中視新聞台直播。典禮以「轉生」為主題，由台南人劇團藝術總監呂柏伸擔任策展人及總導演，楊千霈擔綱主持，許富凱擔任傳藝宣傳大使。典禮共安排五段表演節目及12組頒獎人，用時3小時24分。
| 表演節目／頒發獎項                          | 表演／頒獎人                                               |
| ------------------------------------------- | ---------------------------------------------------------- |
| 序曲表演節目：逐光踏浪．為咱祈安            | 國光劇團、九天民俗技藝團                                   |
| 開場表演節目：射日                          | 郭春美、孫凱琳、哈管幫、歌隊                               |
| 最佳跨界音樂專輯獎 最佳宗教音樂專輯獎       | 林強                                                       |
| 最佳傳統音樂專輯獎 最佳藝術音樂專輯獎       | 桑布伊                                                     |
| 最佳傳統表演藝術影音出版獎 最佳專輯製作人獎 | 郭春美                                                     |
| 表演節目：暗夜的螃蟹                        | 魏樂富、林子恆、方妤婷                                     |
| 最佳錄音獎 最佳編曲獎                       | 葉垂青                                                     |
| 最佳演奏獎 最佳演唱獎                       | 陳毓襄                                                     |
| 最佳作詞獎 最佳作曲獎                       | 魏樂富、葉綠娜                                             |
| 表演節目：桂蘭小姐要出嫁                    | 蕭揚玲、流氓阿德、臺灣豫劇團                               |
| 出版類特別獎：廖乾元                        | 沈冬                                                       |
| 戲曲表演類特別獎：廖瓊枝                    | 林茂賢                                                     |
| 表演節目：遊湖借傘                          | 朱安麗、溫宇航、陳清河、余季柔、A Root同根生、許家銘、歌隊 |
| 最佳音樂設計獎                              | 柯銘鋒                                                     |
| 最佳編劇獎 最佳導演獎                       | 陳勝國、朱陸豪                                             |
| 最佳個人表演新秀獎 最佳演員獎               | 朱安麗、古翊汎                                             |
| 最佳團體演出獎                              | 黃香蓮                                                     |

## 外部連結
- 傳藝金曲獎官網 （页面存档备份，存于）